# Lista de presidentes da Islândia

Escudo de armas da Presidência da República.

Esta é uma lista de Presidente da Islândia, ordenados cronologicamente desde a proclamação da independência do país em 17 de junho de 1944 até ao presente:

## Lista
Legenda de cores
| República da Islândia (1944–presente) |                                          | |                     |                       |                          |         |                          |
| #                                     | Presidente (Nascimento–Morte)            | Retrato | Início do mandato   | Fim do mandato        | Eleições                 | Partido | Partido                  |
| 1                                     | Sveinn Björnsson (1881–1952)             | | 17 de junho de 1944 | 25 de janeiro de 1952 | 1944 1945 1949           |         | Independente             |
| 1                                     | Sveinn Björnsson (1881–1952)             | Regente da Islândia entre 1941 e 1944, mais tarde tornou-se o primeiro presidente da Islândia, eleito sempre sem oposição. Em 1950, considerou formar um governo que não dependeria de apoio parlamentar após os líderes dos partidos parlamentares terem chegado a um impasse. O único presidente a morrer no cargo; levando à vagatura do cargo, sendo os poderes do constitucionalmente atribuídos conjuntamente ao primeiro ministro (Steingrímur Steinþórsson), ao presidente do Althing (Jón Pálmason) e ao presidente do Supremo Tribunal da Islândia (Jón Ásbjörnsson). |                     |                       | 1944 1945 1949           |         | Independente             |
| 2                                     | Ásgeir Ásgeirsson (1894–1972)            | | 1 de agosto de 1952 | 1 de agosto de 1968   | 1952 1956 1960 1964      |         | Partido Social Democrata |
| 2                                     | Ásgeir Ásgeirsson (1894–1972)            | Primeiro presidente eleito pelo voto popular. |                     |                       | 1952 1956 1960 1964      |         | Partido Social Democrata |
| 3                                     | Kristján Þórarinsson Eldjárn (1916–1982) | | 1 de agosto de 1968 | 1 de agosto de 1980   | 1968 1972 1976           |         | Independente             |
| 3                                     | Kristján Þórarinsson Eldjárn (1916–1982) | A determinada altura, considerou formar um governo que não dependeria de apoio parlamentar após os líderes dos partidos parlamentares terem chegado a um impasse. |                     |                       | 1968 1972 1976           |         | Independente             |
| 4                                     | Vigdís Louise Finnbogadóttir (1930–)     | | 1 de agosto de 1980 | 1 de agosto de 1996   | 1980 1984 1988 1992      |         | Independente             |
| 4                                     | Vigdís Louise Finnbogadóttir (1930–)     | Primeira mulher no mundo a ser eleita diretamente. Em 1988, concorreu com oposição, sendo a primeira presidente no cargo a concorrer a uma eleição presidencial na Islândia com oposição. |                     |                       | 1980 1984 1988 1992      |         | Independente             |
| 5                                     | Ólafur Ragnar Grímsson (1943–)           | | 1 de agosto de 1996 | 1 de agosto de 2016   | 1996 2000 2004 2008 2012 |         | Independente             |
| 5                                     | Ólafur Ragnar Grímsson (1943–)           | Primeiro presidente a usar a autorização constitucional para negar a assinatura de uma lei do parlamento, enviando a lei para um referendo nacional, em três ocasiões. |                     |                       | 1996 2000 2004 2008 2012 |         | Independente             |
| 6                                     | Guðni Thorlacius Jóhannesson (1968–)     | | 1 de agosto de 2016 | 1 de agosto de 2024   | 2016 2020                |         | Independente             |
| 6                                     | Guðni Thorlacius Jóhannesson (1968–)     | Presidente mais novo da história e com maior popularidade, atingindo níveis de aprovação acima dos 90%. |                     |                       | 2016 2020                |         | Independente             |
| 7                                     | Halla Tómasdóttir (1968–)                | | 1 de agosto de 2024 | presente              | 2024                     |         | Independente             |
| 7                                     | Halla Tómasdóttir (1968–)                | |                     |                       | 2024                     |         | Independente             |